# Myrtó
« Myrto » redirige ici.  Pour l'écrivaine canadienne-française, voir Madeleine Huguenin.
Myrtó, en grec ancien : Μυρτώ, est, selon certains récits, une épouse de Socrate. 
La source originale de l'affirmation selon laquelle elle est l'épouse de Socrate semble être un ouvrage d'Aristote ,,, bien que Plutarque exprime des doutes quant à l'authenticité de l'ouvrage. Elle est apparemment la fille ou, plus probablement, la petite-fille d'Aristide le Juste. Un récit différent de Xanthippe et Myrtó est donné dans la Vie de Socrate d'Aristoxène, écrit dans la dernière partie du quatrième siècle avant J.-C. qui, selon Aristoxène, est basée sur des récits à la première personne de son père. Il affirme que Myrtó est son épouse légitime et Xanthippe sa maîtresse, dont l'enfant est devenu légitime. Bien que Diogène Laërce décrive Myrtó comme la seconde épouse de Socrate vivant aux côtés de Xanthippe, Myrtó est vraisemblablement une épouse de droit commun, et Plutarque décrit Myrtó comme vivant simplement « avec le sage Socrate, qui avait une autre femme mais a pris celle-ci comme elle restait veuve à cause de sa pauvreté et manquait des nécessités de la vie. »
Athénée de Naucratis et Diogène Laërce rapportent que Hiéronymos de Rhodes a tenté de confirmer l'histoire en citant un décret temporaire adopté par les Athéniens : 

« On raconte en effet que les Athéniens manquaient d'hommes et que, voulant augmenter la population, ils ont adopté un décret permettant à un citoyen d'épouser une Athénienne et d'avoir des enfants d'une autre, ce que Socrate a fait. »

Ni Platon ni Xénophon ne mentionnent Myrtó et peu dans l'Antiquité ne croit à cette histoire : selon Athénée, Panétios de Rhodes « réfutait ceux qui parlaient des épouses de Socrate ».